# NGC 1639
NGC 1639 est un groupe de trois étoiles situées dans la constellation de l'Éridan. L'astronome britannique John Herschel a enregistré la position de ces trois étoiles le 10 décembre 1835.